# 峨眉附地菜
峨眉附地菜（学名：Trigonotis omeiensis）是紫草科附地菜属的植物，为中国的特有植物。分布在中国大陆的四川等地，生长于海拔1,000米至1,500米的地区，一般生于溪边、山地林下、灌丛以及沟旁较阴湿处，目前尚未由人工引种栽培。